# Эссекс (округ, Виргиния)
Округ Эссекс (англ. Essex County) располагается в США, в штате Виргиния. По состоянию на 2010 год, численность населения составляла 11 151 человек.

## География
По данным Бюро переписи США, общая площадь округа равняется 740 км², из которых 666 км² суша и 75 км² или 10,1% это водоёмы.

### Соседние округа
- Уэстморленд (Виргиния) — север
- Ричмонд (Виргиния) — северо-восток
- Мидлсекс (Виргиния) — юго-восток
- Кинг-энд-Куин (Виргиния) — юг
- Каролайн (Виргиния) — запад
- Кинг-Джордж (Виргиния) — северо-запад

## Демография
По данным переписи населения 2000 года в округе проживает 9 989 жителей в составе 3 995 домашних хозяйств и 2 740 семей. Плотность населения составляет 15 человек на км². На территории округа насчитывается 4 926 жилых строений, при плотности застройки 7 строений на км². Расовый состав населения: белые - 57,96%, афроамериканцы - 39,04%, коренные американцы (индейцы) - 0,55%, азиаты - 0,81%, гавайцы - 0,03%, представители других рас - 0,32%, представители двух или более рас - 1,28%. Испаноязычные составляли 0,72% населения независимо от расы.
В составе 28,00 % из общего числа домашних хозяйств проживают дети в возрасте до 18 лет, 50,70 % домашних хозяйств представляют собой супружеские пары проживающие вместе, 14,00 % домашних хозяйств представляют собой одиноких женщин без супруга, 31,40 % домашних хозяйств не имеют отношения к семьям, 26,10 % домашних хозяйств состоят из одного человека, 11,30 % домашних хозяйств состоят из престарелых (65 лет и старше), проживающих в одиночестве. Средний размер домашнего хозяйства составляет 2,46 человека, и средний размер семьи 2,95 человека.
Возрастной состав округа: 22,90 % моложе 18 лет, 7,00 % от 18 до 24, 27,00 % от 25 до 44, 25,70 % от 45 до 64 и 17,30 % от 65 и старше. Средний возраст жителя округа 40 лет. На каждые 100 женщин приходится 89,90 мужчин. На каждые 100 женщин старше 18 лет приходится 88,20 мужчин.
Средний доход на домохозяйство в округе составлял 37 395 USD, на семью — 43 588 USD. Среднестатистический заработок мужчины был 29 736 USD против 22 253 USD для женщины. Доход на душу населения был 17 994 USD. Около 7,70% семей и 11,20% общего населения находились ниже черты бедности, в том числе - 16,80% молодежи (тех, кому ещё не исполнилось 18 лет) и 11,80% тех, кому было уже больше 65 лет.